# Los Borgia
Pour les articles homonymes, voir Borgia (homonymie).
Pour plus de détails, voir Fiche technique et Distribution.
Los Borgia (Les Borgia) est un film biographique espagnol créée par Antonio Hernández sorti en 2006. Fiction de genre historique elle romance les destins des quatre membres les plus connus de la famille Borgia : le père Rodrigo qui veut se faire élire pape, et trois de ses enfants illégitimes, Juan, Cesare et Lucrecia.

## Synopsis
L’accession au pouvoir du cardinal espagnol Rodrigue Borgia (né à Xàtiva, Royaume de Valence, Espagne) et de son clan, qui s’efforcèrent d’instaurer une dynastie pour exercer leur domination sur le monde. Bien qu’étant un homme de foi, Rodrigue était aussi esclave des plaisirs charnels. Il devait non seulement déjouer les complots et les conspirations de ses collègues cardinaux et des représentants des grands pouvoirs, mais aussi mener une lutte pour contenir les rivalités qui menaçaient de déchirer sa famille.

## Fiche technique
- Créateur : Perio Bodrato, Antonio Hernández
- Réalisateur : Antonio Hernández
- Directeur de la Photographie : Javier G. Salmones (ca)
- Musique : Ángel Illarramendi

## Distribution

### Acteurs principaux
- Lluís Homar : Rodrigo Borgia / Alexandre VI
- Sergio Peris-Mencheta : César Borgia
- María Valverde : Lucrèce Borgia
- Sergio Múñiz : Juan Borgia
- Ángela Molina : Vannozza Cattanei, mère de Cesare, Lucrezia, Juan, Goffredo
- Eloy Azorín : Goffredo Borgia
- Paz Vega : Caterina Sforza
- Linda Batista : Sancha d'Aragon
- Eusebio Poncela : Cardinal Giuliano Della Rovere
- Roberto Enríquez : Paolo Orsini
- Antonio Dechent : Michelotto Corella
- Katy Louise Saunders : Giulia Farnèse
- Giorgio Marchesi : Alfonso d'Aragon
- Marco Bocci : Pietro Bembo
- Fabio Grossi : Cardinal Rafaele Riario
- Antonio Hernández : Cardinal Gianbatista Orsini
- Lucía Jiménez : María Enríquez
- Antonio Valero : Cardinal Ascanio Sforza
- Javier Tolosa : Gonzalo de Córdoba
- Enrique Villén : Savonarole
- Roberto Álvarez : Burkard